# Powiat Lubartowski
Der Powiat Lubartowski ist ein Powiat (Kreis) in der polnischen Woiwodschaft Lublin. Der Powiat hat eine Fläche von 1290,35 km², auf der 91.274 Einwohner leben.

## Gemeinden
Der Powiat umfasst dreizehn Gemeinden, davon eine Stadtgemeinde, zwei Stadt-und-Land-Gemeinden und zehn Landgemeinden.

### Stadtgemeinde
- Lubartów

### Stadt-und-Land-Gemeinden
- Kamionka
- Kock
- Ostrów Lubelski

### Landgemeinden
- Abramów
- Firlej
- Jeziorzany
- Lubartów
- Michów
- Niedźwiada
- Ostrówek
- Serniki
- Uścimów